# Estación Terminal de autobuses de Seúl
La Estación Terminal de Autobuses Expreso de Seúl es una estación de la Línea 3, Línea 7 y Línea 9 del Metro de Seúl. Las estaciones de la Línea 3, Línea 7 y Línea 9 están situadas en Banpo-dong, Seocho-gu, Seúl.
La estación está situada bajo la Terminal de Autobuses Expreso de Seúl (aka Terminal de Buses de Gangnam). Hay varias tiendas, incluyendo tiendas de ropa y de libros, situadas a lo largo de la estación. También se ofrecen puntos de acceso a Internet gratuito, para visitar páginas y revisar el correo, que están ubicados por la línea número 3. En diciembre de 2010 la estación se registró como la de mayor consumo de datos por WiFi de todas las estaciones del Metro de Seúl, seguida por la Estación Sadang, Estación Dongdaemun, Estación Jamsil y Estación Jongno 3-ga. El 19 de noviembre el tráfico WiFi fue de 23 gigabytes, lo que equivale a un streaming de vídeo de 3 minutos de duración siendo visto por 4200 personas a la vez.
Esta estación es una de las más concurridas de los sistemas de metro del país, junto a las estaciones de Gangnam, Jamsil, Samseong, Sindorim, y Estación Sillim

## Historia
- 18 Oct 1985: Inauguración de la Línea 3
- 1 Aug 2000: Se convierte en un punto de transferencia con la apertura de la Línea 7
- 24 Jul 2009: Apertura de la Línea 9
- El final de 2009: Instalación de las puertas de pantalla en la Línea 3 y 7

## Galería

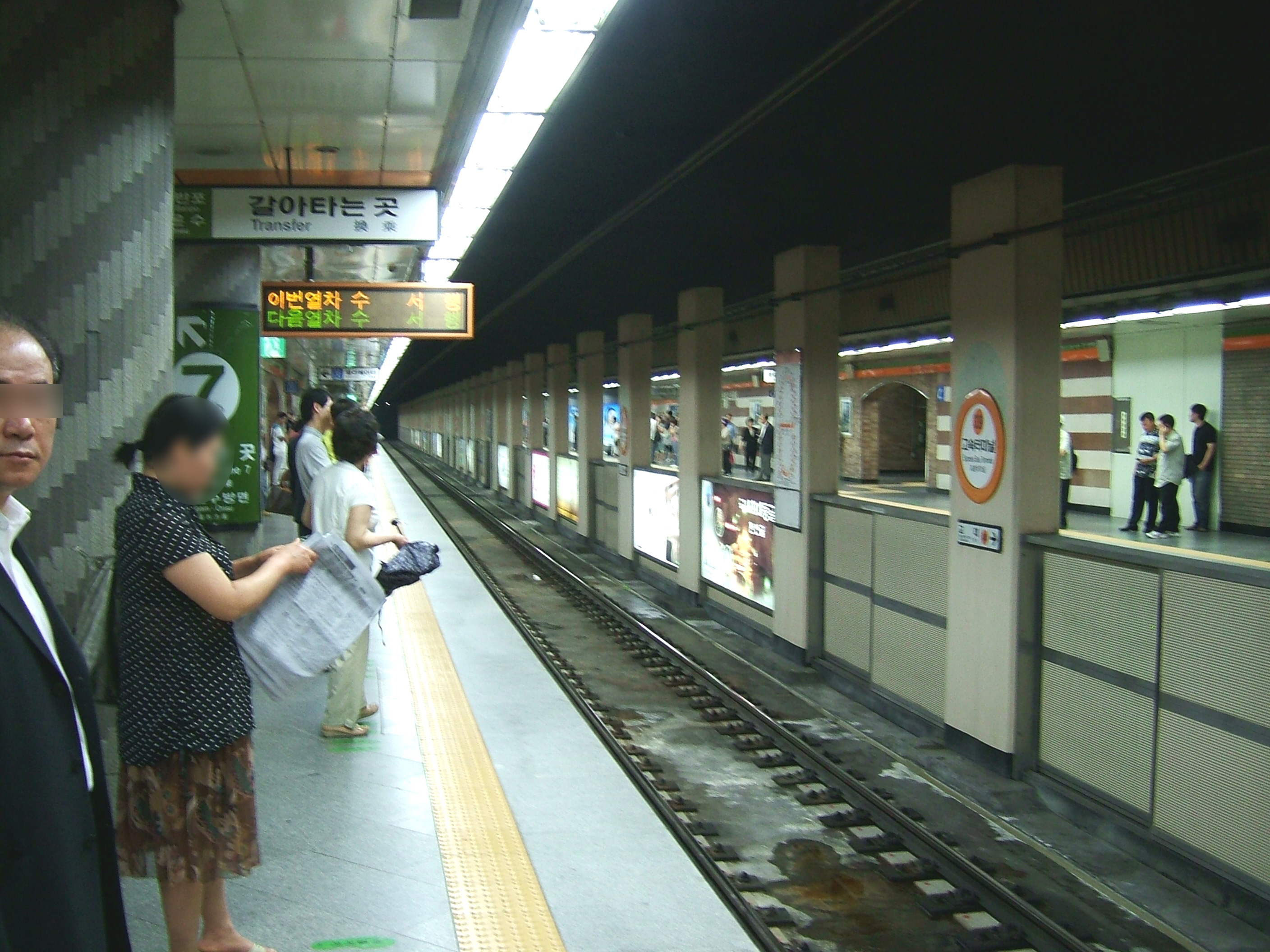
Plataforma de la Línea 3
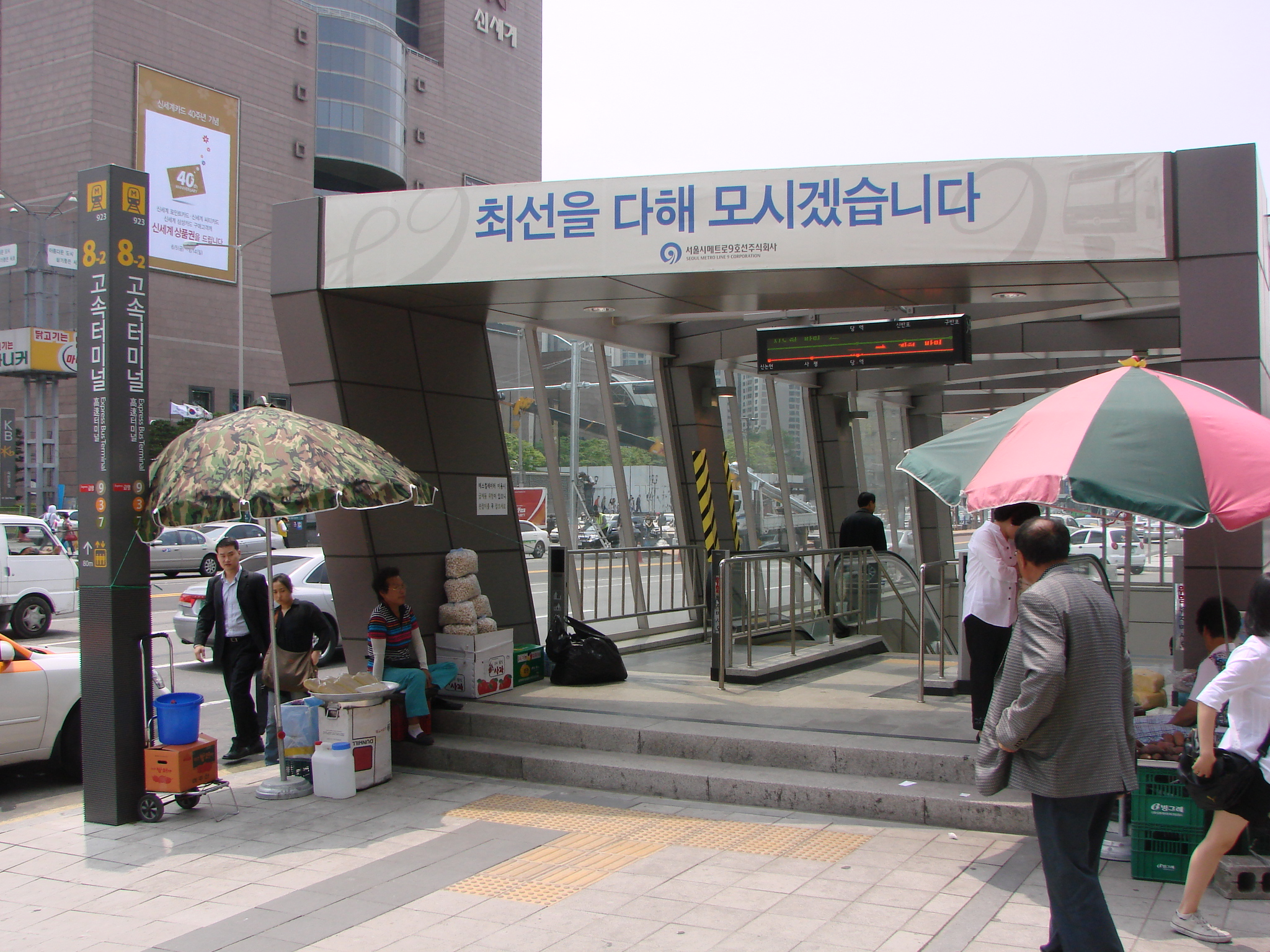
Salida 8-2
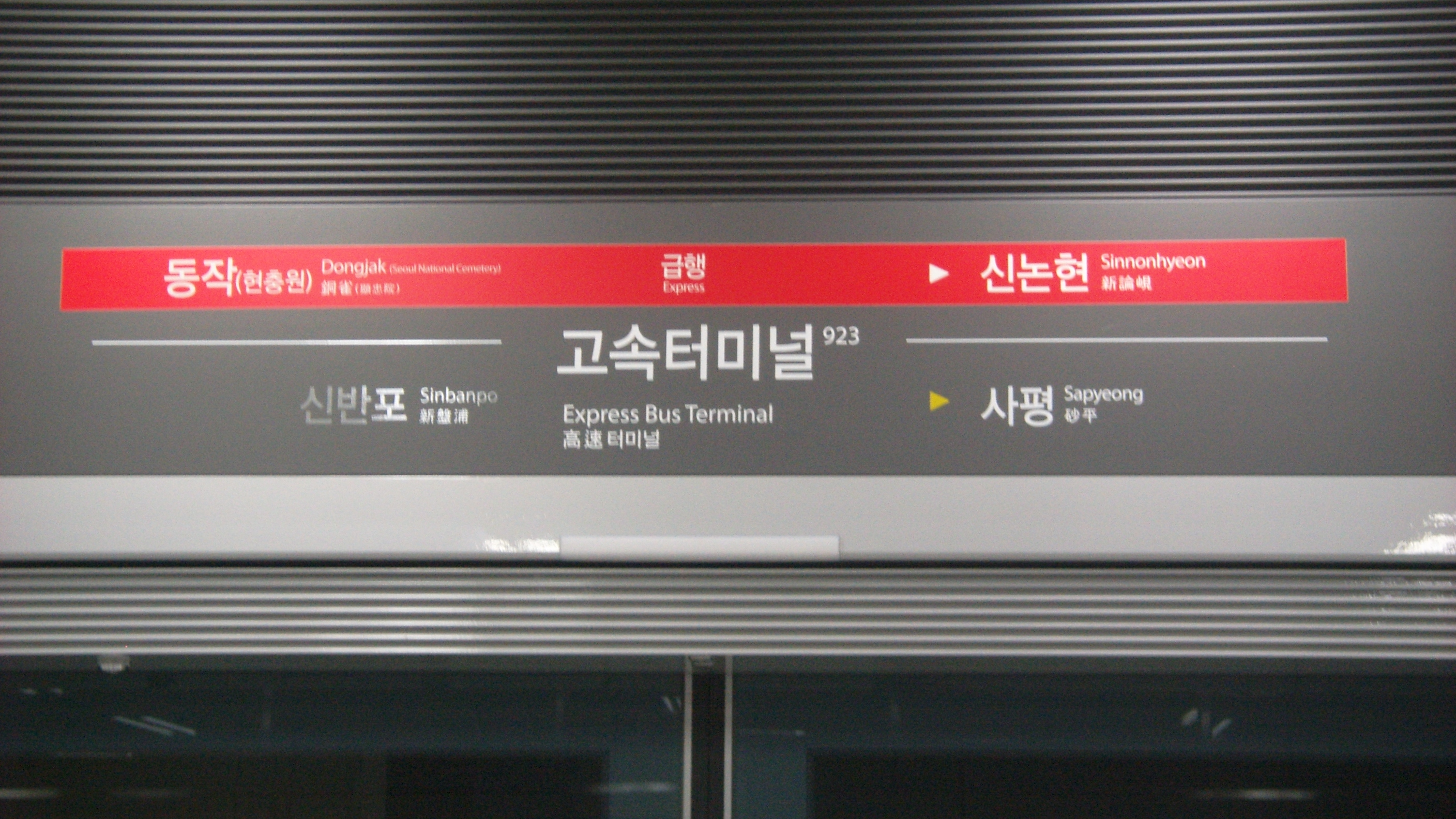
Panel en puerta de la Línea 9 con el nombre de la estación